# J. Frank Dobie
James Frank Dobie (26 settembre 1888 – 18 settembre 1964) è stato uno scrittore e giornalista statunitense.
Era particolarmente celebre per le sue descrizioni della vita rurale del Texas.

## Opere
- Weather Wisdom of the Texas-Mexican Border. 1923
- A Vaquero of the Brush Country. Dallas: The Southwest Press. 1929.
- Coronado's Children. Dallas: The Southwest Press. 1930.
- On the Open Range. Dallas: The Southwest Press. 1931.
- Tongues of the Monte. Garden City, N.Y.: Doubleday. 1935.
- The Flavor of Texas. Dallas: Dealey and Lowe. 1936.
- Tales of the Mustang. Dallas: Rein Co. for The Book Club of Texas. 1936.
- Apache Gold & Yaqui Silver. Boston: Little, Brown. 1939.
- John C. Duval. First Texas Man of Letters. Dallas: Southwest Review. 1939.
- The Longhorns. Boston: Little, Brown and Co. 1941.
- Guide to Life and Literature of the Southwest. Austin: U.T. Press. 1943.
- A Texan in England. Boston: Little, Brown. 1945.
- The Voice of the Coyote. Boston: Little, Brown. 1949.
- The Ben Lilly Legend. Boston: Little, Brown. 1950.
- The Mustangs. Boston: Little, Brown. 1952.
- Tales of Old Time Texas. Boston: Little, Brown & Co. 1955.
- Up the Trail From Texas. New York: Random House. 1955.
- I'll Tell You a Tale. Boston: Little, Brown & Co. 1960.
- Cow People. Boston: Little, Brown. 1964.
- Some Part of Myself. Boston: Little, Brown. 1967.
- Rattlesnakes. Boston: Little, Brown & Co. 1965.
- Out of the Old Rock. Boston: Little, Brown & Co. 1972.
- Prefaces. Boston: Little, Brown. 1975.
- Wild and Wily Range Animals. Flagstaff: Northland Press. 1980.